# Kościół św. Michała Archanioła w Taboryszkach
Kościół św. Michała Archanioła w Taboryszkach – katolicki kościół w Taboryszkach (Litwa).
Ufundowany przez Michała Skarbek-Ważyńskiego, właściciela miejscowego majątku, drewniany kościół postawiono w 1770. 
Budynek, zbudowany na planie prostokąta jest bazyliką trójnawową, z prezbiterium zamkniętym pięciobocznie. Kościół ma dwie zakrystie. Boczne nawy są dużo niższe od głównej i cofnięte w stosunku do niej. Wysoki dach kościoła ma dwie niewielkie wieżyczki na krańcach.
Szczyt przedniej fasady kościoła ozdobiony jest krzywoliniowym, barokowym frontonem.
We wnętrzu świątyni znajdują się barokowe, bogato rzeźbione ołtarze z drugiej połowy XVIII wieku (3 ołtarze w prezbiterium i po jednym w bocznych nawach) oraz rokokowa ambona i takiż prospekt organowy. Na wyposażeniu są też 3 obrazy z XVIII wieku, 5 barokowych relikwiarzy, naczynie na wodę święconą oraz 3 jedwabne ornaty.
Przed świątynią, na jej osi znajduje się dzwonnica, będąca jednocześnie bramą na teren kościelny. Dzwonnica drewniana, dwukondygnacyjna, nakryta czterospadowym dachem z ośmioboczną wieżyczką. 